# Slim Harpo
Slim Harpo, artiestennaam van James Moore (Lobdell (Louisiana), 11 januari 1924 – Baton Rouge (Louisiana), 31 januari 1970), was een Amerikaans bluesmuzikant.

## Biografie
Geboren als oudste van de familie, werkte Moore als stuwadoor en bouwvakker in de late jaren dertig en vroege jaren veertig. Hij begon met optreden in bars gelegen in Baton Rouge onder de naam Harmonica Slim. Later begeleidde hij zijn zwager Lightnin' Slim, zowel live als in de studio, voordat hij aan zijn solocarrière begon in 1957. James Moore, nu genaamd als Slim Harpo door muziekproducent Jay Miller, maakte zijn debuutsingle I'm a king bee en I got love if you want it (B-kant), beïnvloed door Jimmy Reed. Hij begon met opnemen onder het platenlabel Excello Records en maakte notabele R&B-singles gecombineerd met zijn zang en mondharmonica. Een paar van die singles waren: "Rainin' in my heart" (1961), "I love the life I live", "Buzzin'" (instrumentaal) en "Little queen bee" (1964).
Harpo stond bekend om zijn mondharmonica, de naam "Slim Harpo" was een humoristisch aftreksel van "slim harp", een populaire bijnaam voor de mondharmonica die werd gebruikt in de blueswereld.
Harpo's ontspannen, bijna luie optreden zette zijn stijl neer. Zijn warme en langzame stem was goed te horen op de single "I'm a king bee", die The Rolling Stones later coverden. ZZ Top en The Rolling Stones coverden ook zijn nummer "Shake your Hips", oorspronkelijk opgenomen door Harpo in 1966. Ook de Pretty Things, de Yardbirds, The Kinks en Them hebben nummers van Harpo gecoverd. In 1966 scoorde Harpo in de "US Top 20 pop hit" een hit met het nummer "Baby scratch my back", dat ook een #1 R&B-hit was en wat zijn carrière nieuw leven inblies. Harpo was geen fulltime muzikant, naast bluesartiest was hij in de jaren zestig ook eigenaar van een vrachtwagenbedrijf.
Slim Harpo stierf begin 1970 op 46-jarige leeftijd aan een hartinfarct. Hij werd begraven op het Mulatto Bend Cemetery in Port Allen (Louisiana).
In 1985 werd Slim Harpo opgenomen in de Blues Hall of Fame.